# Ambrus Teréz
Ambrus Teréz, Nagy Ferencné (Budapest, 1925. január 27. – 1974. március 1.) gépmunkás, a Csepel Acélmű dolgozója.
1948-ban – Herold Sándorral, a Ganz Vagongyár szerszámkészítőjével megosztva – megkapta a Kossuth-díj ezüst fokozatát, az indoklás szerint „170 százalékos teljesítményéért”.

## Élete
Édesapja villamosvezető, édesanyja takarítónő volt a Budapest Székesfővárosi Közlekedési Részvénytársaságnál.
1952-ben ment férjhez, 1955-ben lányuk született.
Élettörténetét Tóth Eszter Zsófia történész egy konferencián idézte fel. Elmondta, hogy az asszony akkor nagyon magasnak számító húszezer forintos pénzjutalmat kapott a Kossuth-díj mellé, amelyből egyebek között szőrmebundát is vásárolt, az átadáson pedig személyesen Rákosi Mátyással is beszélgethetett. Ezután rivaldafénybe került, amiért cserébe a rendszert dicsérő nyilatkozatokat kellett tennie. Élethelyzete azonban nem változott meg, továbbra is egyszerű munkásnő maradt.